# Крановый гидрораспределитель
Кра́новый гидрораспредели́тель — гидравлический распределитель, в котором перенаправление потока жидкости осуществляется поворотом пробки на определённый угол.
Такие распределители выпускают с цилиндрической и конической пробкой. В последнем случае обеспечивается лучший прижим пробки к гнезду крана за счёт разницы площадей между верхней и нижней частью конуса.
Крановые распределители обладают небольшой пропускной способностью (до 8-10 л/мин), поэтому они используются в основном для подачи управляющего сигнала на распределитель основного потока (золотниковый или клапанный).